# Grootwaterschap de Ring der Ronde Venen
Het Grootwaterschap de Ring der Ronde Venen was een fusiewaterschap in de Nederlandse provincie Utrecht, in de gemeenten Abcoude, Mijdrecht, Vinkeveen en Waverveen en Wilnis. Het was in 1868 ontstaan als Grootwaterschap de Ronde Veenen, maar werd in 1924 hernoemd tot Grootwaterschap de Ring der Ronde Venen.
Het waterschap was een fusie van de waterschappen :
1. Abcoude, Proosdij en Aasdom
2. Acht Stichtse polders en Rondeveensche polder
3. Benoorden de Zuwepolder onder Waverveen (Bewesten Bijleveld)
4. Bozenhoven
5. Demmerik
6. Hofland benoorden de Zuwe
7. Hofland bezuiden de Zuwe
8. Noorder- en Zuiderpolders
9. Oudhuizen beoosten Bijleveld
10. Vinkeveen
11. Waterschappen onder Waverveen en Waveren
12. Zuiderpolder